# Arthill
Arthill – wieś w Anglii, w hrabstwie ceremonialnym Cheshire, w dystrykcie (unitary authority) Cheshire East. Leży 37 km na północny wschód od miasta Chester i 258 km na północny zachód od Londynu.